# IJpolders

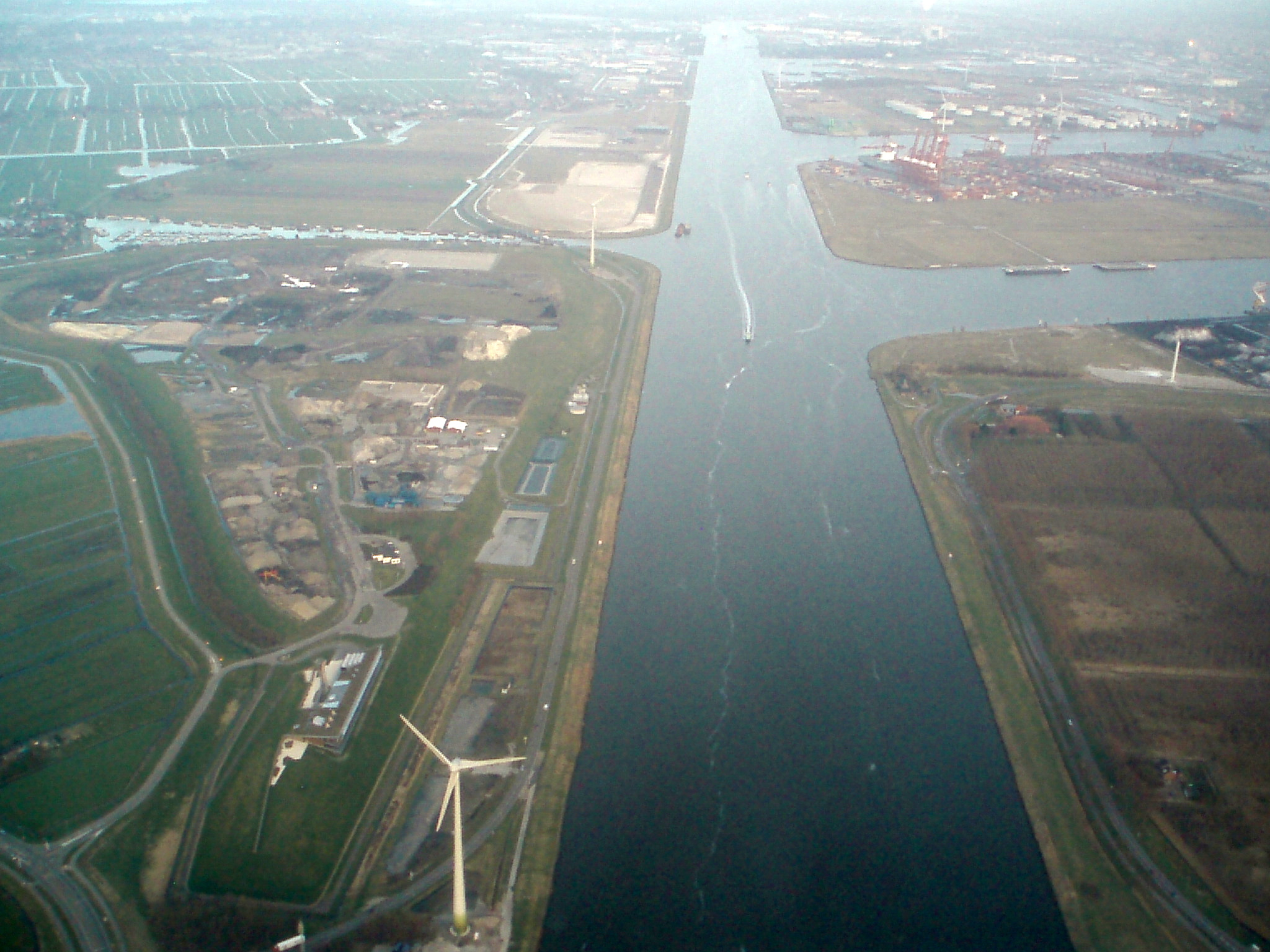
Het Noordzeekanaal vanuit de lucht gezien in oostelijke richting, met links de Nauernaschepolder en daar achter de Westzanerpolder, die gedeeltelijk tot bedrijventerrein zijn ingericht.

De IJpolders zijn de polders aan weerszijden van het Noordzeekanaal tussen Amsterdam en IJmuiden. De aanleg van de waterweg door de Amsterdamse Kanaalmaatschappij ging gepaard met de inpoldering van het IJ en het daarmee verbonden Wijkermeer. Door deze watervlakten werden over een lengte van 17 km de kanaaldijken gelegd, waarna de wateren aan weerszijden van het kanaal werden drooggemaakt. Hier ontstonden de IJpolders.
De verschillende polders van sterk wisselende grootte werden van elkaar gescheiden door de zijkanalen A t/m I, die de op het vroegere IJ uitkomende wateren met het nieuwe kanaal gingen verbinden. Graafwerk was noodzakelijk door de landtong Buitenhuizen, ten zuiden van Assendelft, die zich uitstrekte tot nabij Spaarndam. Ten zuiden van de doorsnijding werd deze voortaan begrensd door de zijkanalen B en C.
De in het IJ liggende eilanden, Ruigoord, Hoekenes, Buiten Heyningh, De Horn (ook wel De Hoorn gespeld) en nog enkele kleine eilandjes, worden opgenomen in de nieuwe droogmakerijen en bleven afwijken van het omringende land door de afwijkende verkaveling. Bovendien lag het (veen)land hier (aanvankelijk) iets hoger.
Van west naar oost kwamen de volgende polders te liggen:
- aan de noordzijde de Zuidwijkermeerpolder (Wijkermeerpolder), de Nauernaschepolder, de Westzanerpolder, de Zaandammerpolder en de Noordpolder (Noorder IJpolder);
- aan de zuidkant de Noord Spaarndammerpolder, de Zuid Spaarndammerpolder, de Houtrakpolder, de Groote IJpolder en de Amsterdammerpolder.

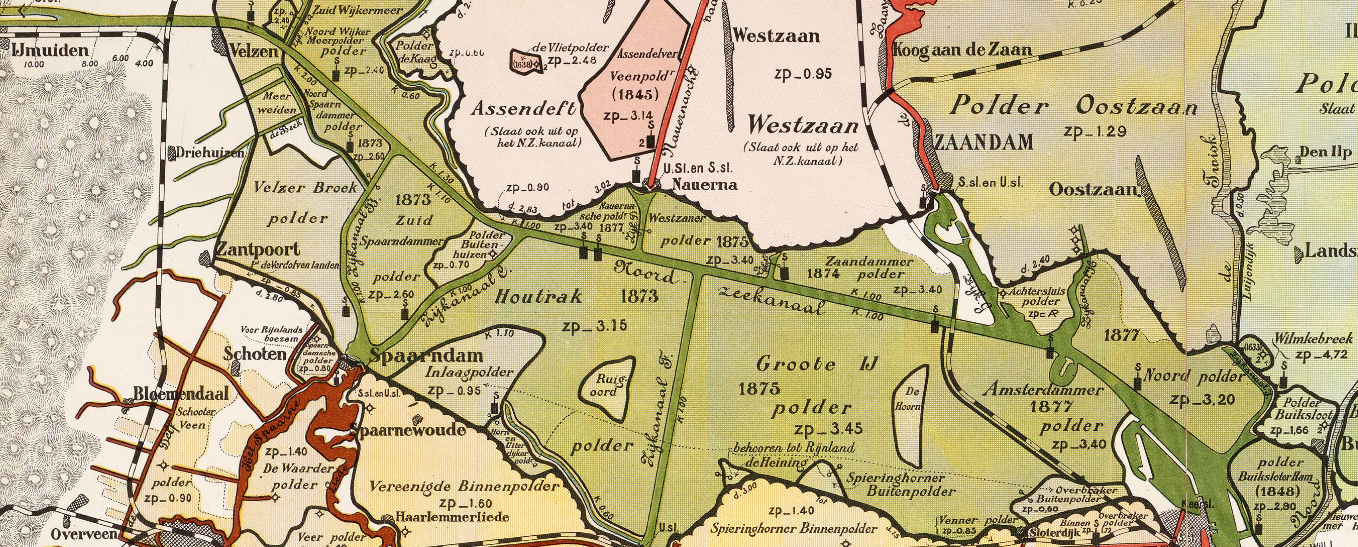

De aanleg van de polders, het Noordzeekanaal en de zijkanalen ging simultaan. De werkzaamheden begonnen in 1865, duurden circa zeven jaar en de polders waren in 1872 voltooid. De polders hadden een totale oppervlakte van 5.500 hectare.
De bodem van deze polders bestond voor het grootste deel uit vruchtbare kleigrond. Na aanleg van poldersloten en -wegen werden de landbouwgronden tussen 1873 en 1879 op een veiling verkocht. De opbrengsten kwamen ten goede aan de Amsterdamse Kanaalmaatschappij die de investeringen in de aanleg had gedaan.
Voor de afwatering en de scheepvaart van onder andere het Spaarne, de Zaan en de Nauernasche vaart werden negen zijkanalen aangelegd (Zijkanaal A t/m I). Graafwerk was noodzakelijk door de polder Buitenhuizen, ten zuiden van Assendelft, die zich uitstrekte tot nabij Spaarndam.
Van het oorspronkelijke agrarische karakter van de IJpolders is inmiddels veel verdwenen. Alleen de Wijkermeerpolder is nog grotendeels in gebruik als landbouwgrond. De andere polders aan de noordkant hebben vooral de bestemming van bedrijventerreinen gekregen, terwijl de Noorder IJpolder gedeeltelijk is vergraven tot Noorder IJplas en voorts bebouwd met Tuindorp Oostzaan.
De polders aan de zuidkant zijn gebruikt voor het recreatiegebied Spaarnwoude en het Westelijk Havengebied van Amsterdam. Van de Groote IJpolder en de Amsterdammerpolder is (bijna) niets meer terug te vinden van het oude polderkarakter. Deze polders zijn vergraven tot havenkommen met daartussen de haventerreinen. Dit proces begon al kort na de voltooiing van het Noordzeekanaal, toen in 1883 als eerste de halfronde Petroleumhaven werd gegraven in de Amsterdammerpolder. In de jaren vijftig verdween deze polder geheel, gevolgd door de Groote IJpolder in de jaren zestig en zeventig. Van de Houtrakpolder werd het oostelijke deel, rond Ruigoord, in de jaren negentig ook deel van het havengebied, met de aanleg van de Afrikahaven, terwijl het westelijke deel recreatiegebied Spaarnwoude werd. Slechts enkele stukken akkerbouw grond bleven hier als zodanig in gebruik ten oosten van Spaarndam.